# Pomnik UPA w Hruszowicach
Pomnik Ukraińskiej Powstańczej Armii w Hruszowicach – monument upamiętniający UPA znajdujący się w latach 1994–2017 w Hruszowicach.

## Historia
Pomnik ku czci UPA na cmentarzu komunalnym w Hruszowicach (w płd.-zach. części wsi) został nielegalnie wybudowany w październiku 1994 r. z inicjatywy byłych bojowników UPA z Polski i Ukrainy. Gotowe fragmenty kamienne i tablice zostały przywiezione ze Lwowa, a postawił je na zbudowanym przez siebie cokole mieszkaniec Hruszowic, były członek UPA (nie żyjący już p. Kiwera). Pomnik miał ok. 4 metrów wysokości i był wzniesiony z piaskowca w kształcie łuku bramy połączonej na szczycie metalowym tryzubem. W prześwicie bramy znajdował się metalowy krzyż oraz pięć tablic z żeliwa z napisami. 
Na napisach na płytach pomnika (w języku ukraińskim), oprócz naczelnego: Chwała bohaterom UPA/bojownikom o wolność Ukrainy, wymieniono z nazwy poszczególne cztery kurenie UPA, działające niegdyś w regionie. Miał upamiętniać 14 członków UPA z kurenia „Żelaźniaka”, którzy zginęli w walce z wojskiem polskim w pobliżu Hruszowic w 1946 r. o tzw. Zakerzonie.

## Kontrowersje
Przez stronę polską pomnik był często postrzegany jako zawierający liczne odniesienia do nacjonalizmu ukraińskiego, a zwłaszcza do skrajnie ekstremistycznego jego odłamu, czyli UPA (odpowiedzialną za czystki etniczne i ludobójstwo ludności polskiej). Strona ukraińska przeciwnie, często oceniała UPA jako organizację patriotyczną, walczącą o niepodległość Ukrainy. Wynikłe stąd różnice w ocenie znaczenia pomnika skutkowały ciągle ponawianymi żądaniami jego rozbiórki (pod pretekstem braku pozwolenia na jego budowę) lub jego znaczącej modyfikacji, aby złagodzić "nacjonalistyczny" charakter monumentu. 
Pomnik był wielokrotnie dewastowany, m.in. w maju 2015 r. nieznani sprawcy zabrali tablice z żeliwa.  Kolejne żądania likwidacji pomnika, wstrzymane zostały jednak przez przypuszczenie, że pod pomnikiem są pochowane zwłoki ludzkie (być może bojowników UPA), co spowodowało uznanie pomnika za mogiłę i wstrzymanie planów rozbiórki.

## Rozbiórka
26 kwietnia 2017 r. pomnik został rozebrany w ramach akcji czynu społecznego. Cmentarz, na którym stanął pomnik, był własnością gminy Stubno. Decyzję o rozbiórce obiektu podjął wójt Janusz Słabicki, podkreślając, że naruszał on co najmniej 11 aktów prawnych. Według Janusza Słabickiego pomnik UPA nie był pomnikiem, lecz nielegalnym upamiętnieniem. Zostało ono usunięte również ze względów estetycznych i, jego zdaniem, popierała to większość mieszkańców gminy i wszystkich Polaków. 
Demontaż monumentu został potępiony przez Związek Ukraińców w Polsce, który określił ją jako antyukraińską prowokację. W odpowiedzi na rozbiórkę władze Ukrainy zakazały poszukiwań i ekshumacji szczątków polskich ofiar wojen i konfliktów na terytorium swego kraju.